# Списък на реките във Финландия
Реките във Финландия образуват гъста речна мрежа и имат предимно равнинен характер. Около 90% от тях принадлежат към водосборния басейн на Балтийско море, а на север част от оттока се осъществява към Северния ледовит океан. В страната е развита гъста речна мрежа от предимно къси реки с многочислени прагове и водопади (в т.ч. водопада Иматра на река Вуокса). Подхранвенето им е предимно дъждовно и снежно и оттокът на повечето от тях е урегулиран от множество езера. Пълноводието им е в края на пролетта (в южните части на страната) и през лятото (на север), с отделни епизодични прииждания през есента в резултат от поройни дъждове във водосборните им басейни. През зимата фивландските реки замръзват за период от 5 – 7 месеца. На много от тях са изградени каскади от ВЕЦ.
Списъкът на реките във Финландия съдържа всичките 34 реки в страната с дължина над 100 km, като за всяка от тях са показани нейната дължина (ако част от течението на реката е извън пределите на страната, в скоби и с курсив е показана нейната дължина на територията на Полша), площта на водосборния ѝ басейн (ако част от водосборния басейн на реката е извън пределите на страната, в скоби и с курсив е показана неговата площ на територията на Полша), къде се влива и какъв приток е (десен или ляв).
А – Б – В – Г – Д —
Е – Ж – З – И – Й —
К – Л – М – Н – О —
П – Р – С – Т – У —
Ф – Х – Ц – Ч – Ш —
Щ – Ю – Я

## В
- Вантаанйоки – 101 / 1 685, Фински залив
- Васкойоки – 110 / ?, ез. Инари

## И
- Ивалойоки – 180 / 3 884, ез. Инари
- Ийоки – 370 / 14 191, Ботнически залив

## К
- Калайоки – 130 / 4 247, Ботнически залив
- Карвианйоки – 110 / 3 438, Ботнически залив
- Кемийоки – 550 / 51 127 (?), Ботнически залив
- Кииминкийоки – 170 / 3 814, Ботнически залив
- Китинен – 278 / 7 570, Кемийоки, десен
- Кокемяенйоки – 121 / 27 046, Ботнически залив
- Кюмийоки – 204 / 37 200, Фински залив
- Кюрьонйоки – 169 / 4 923, Ботнически залив

## Л
- Лапуанйоки – 147 / 4 122, Ботнически залив
- Лауройоки – 227 / ?, Китинен, ляв
- Ливойоки – 125 / ?, Ийоки, десен
- Лиексанйоки (Лендерка) – 132 (109) / 4 890 (?), ез. Пиелинен в Русия
- Лоймийоки – 114 / 3 140, Кокемяенйоки, десен

## М
- Муониойоки – 333 (230) / 14 430 (?), Торниойоки, ляв

## Н
- Нуоритайоки – 105 / 1 136, Кииминкийоки, десен

## О
- Оуланкайоки – 105 (?) / 5 670 (?), Ковда, ляв, в Русия
- Оулуйоки – 107 / 22 853, Ботнически залив
- Оунасйоки – 298 / 13 968, Кемийоки, десен

## П
- Паатсйоки – 145 (?) / 18 344 (?), Баренцево море
- Паймионйоки – 105 / 1 088, Фински залив
- Перхонйоки – 155 / 2 524, Ботнически залив
- Порвойоки – 130 / 1 273, Фински залив
- Пюхяйоки – 166 / 3 712, Ботнически залив

## Р
- Рауданйоки – 150 / 3 585, Кемийоки, десен

## С
- Сикайоки – 152 / 4 318, Ботнически залив
- Симойоки – 172 / 3 160, Ботнически залив
- Сиуруанйоки – 120 / 2 387, Ийоки, десен

## Т
- Тенийойоки – 126 (?) / 4 140 (?), Кемийоки, ляв
- Тенойоки – 361 (141) / 14 891 (?), Баренцево море
- Торниойоки – 565 (180) / 40 147 (14 266), Ботнически залив